# Hermannsberg (Teutoburger Wald)
Der Hermannsberg, auch Großer Hermannsberg, ist ein 363,7 m ü. NN hoher Berg im Stadtgebiet von Lage im Kreis Lippe. Er zählt zu den Gipfeln im Teutoburger Wald und befindet sich im Naturpark Teutoburger Wald / Eggegebirge zwischen Augustdorf im Süden und Hörste im Norden. Zusammen mit den sich nordwestlich anschließenden Stapelager Bergen bildet der Hermannsberg von Westen und Südwesten betrachtet im Kamm des Teutoburger Waldes eine markante Silhouette unmittelbar nordwestlich des Einschnitts der Dörenschlucht.
Der Hermannsberg liegt im Naturschutz- und FFH-Gebiet Östlicher Teutoburger Wald sowie im Vogelschutzgebiet Senne mit Teutoburger Wald.
Das Gebiet um den Berg ist als Naturwaldzelle eingestuft.